# Marcus Bonfanti

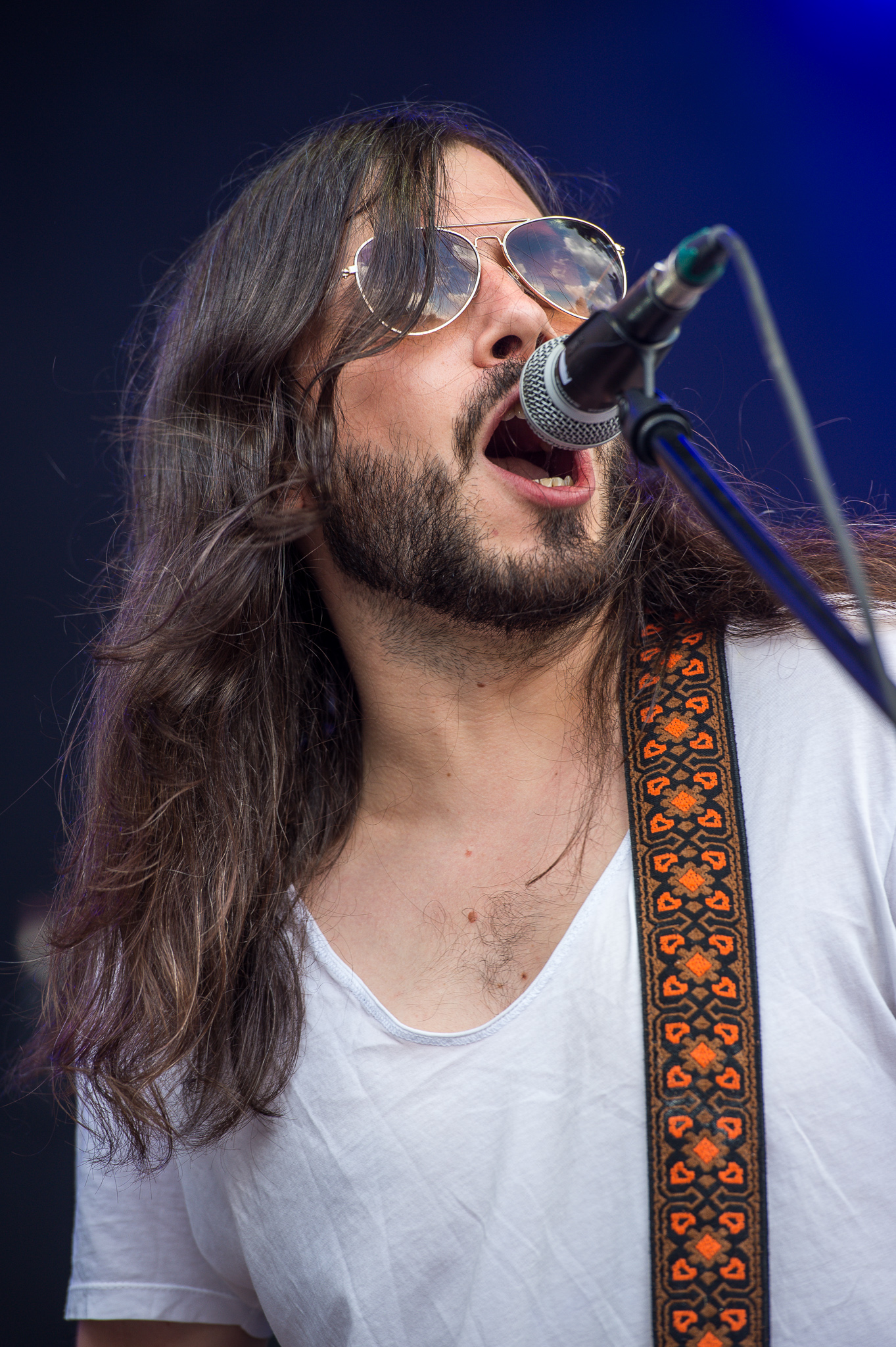
Marcus Bonfanti (2015)

Marcus Bonfanti (* 5. Mai 1983 in London) ist ein britischer Bluesrock-Gitarrist, Sänger und Songwriter.

## Biografie
Der Sohn einer englischen Mutter und eines italienischen Vaters wurde in London geboren. Als Schüler spielte er Trompete in Schulbands; erst mit 15 Jahren begann er, zunächst akustische Gitarre zu spielen. Sein Vorbild auf der E-Gitarre war Jimmy Page von Led Zeppelin. Er besuchte das LIPA (Liverpool Institute for Performing Arts), brach die dreijährige Ausbildung jedoch ab, um zunächst in Liverpool, später in London als Musiker zu arbeiten.
2008 erschien sein Debütalbum Hard Times, 2010 gefolgt von What Good Am I To You; beide Alben erhielten sehr positive Kritiken und brachten ihm 2012 und 2013 Auszeichnungen als „Accustic Act“ bei den British Blues Awards ein. Zudem wurde 2012 sein Song The Bittersweet ausgezeichnet. Das 2013 erschienene Album Shake The Walls wurde vom Classic Rock Magazine zu den Top-5-Bluesalben des Jahres gezählt.
2014 wurde Marcus Bonfanti Mitglied der Band Ten Years After als Gitarrist und Sänger. Daneben ist Bonfanti weiter solo aktiv und spielt jeden Monat mit The Ronnie Scott’s Blues Explosion in Ronnie Scott’s Jazz Club.
Im Laufe seiner Karriere trat Marcus Bonfanti mit zahlreichen bekannten Musikern auf, sei es als Vorband, im selben Programm oder als Begleitmusiker, darunter Robert Cray, Chuck Berry, Jack Bruce, Beth Hart, John Mayall, Ginger Baker und Eric Burdon, um nur einige zu nennen.